# Leland Ossian Howard
Leland Ossian Howard, född 11 juni 1857 i Rockford, Illinois, död 1 maj 1950, var en amerikansk entomolog.
Howard var chef för Bureau of entomology i Washington, D.C. 1894-1927. Han fick stor betydelse som organisatör av denna jättelika institution, vars mål var skadeinsekternas bekämpande i USA. Howard ägnade sig vid sidan om detta åt en mångsidig och rikhaltig vetenskaplig författarverksamhet.